# 이란 임시정부
이란 임시정부(페르시아어: دولت موقت ايران Dowlat-e Movaghat-e Irân) 또는 이란 과도정부는 이란 혁명 이후의 이란에 설립된 과도기적 성격의 정부이다. 정부는 메흐디 바자르간이 이끌었다. 하지만 사실상 혁명을 이끈 루홀라 호메이니가 막후 권력을 행사했고 1979년 10월 24일 이란 이슬람 공화국이 수립되면서 멸망되었다.

## 같이 보기
- 이란 혁명
- 주이란 미국 대사관 인질 사건